# Watertoren (Delden)
De watertoren in Delden is ontworpen door architect H.P.N. Halbertsma, gebouwd in 1894 en behoort bij het landgoed Twickel. De toren is gebouwd in opdracht van eigenaar Dr. R.F. Baron van Heeckeren van Wassenaer.
De toren diende als waterreservoir voor het blussen van branden op Twickel. Daarnaast wilde de bovengenoemde eigenaar aan Delden een waterleiding schenken. Toen bleek dat het water bij Twickel zout bevatte en dus niet bruikbaar was als drinkwater, werd de toren aangesloten op het waterleidingnet van Almelo. Hiertoe moest een pijpleiding van circa 10 kilometer lengte worden aangelegd.
Het zout was afkomstig van een zoutlaag in de bodem van Delden. Deze laag is nadien commercieel geëxploiteerd.
Op de markt van Delden herinnert een kunstige gietijzeren waterpomp aan het stichten van deze waterleiding.
De watertoren heeft een hoogte van 37,50 meter en heeft een waterreservoir van 200 m³. De toren bezit de status rijksmonument.

## Bron
- Het Twente boek, door Gerard Vaanholt. Uitgegeven in 2012 door WBooks te Zwolle, met ISBN 978 90 400 05671.